# Наводнения в Южной Африке (2015)
Наводнения в Южной Африке в 2015 году — стихийные бедствия, унёсшее в течение недели жизни по меньшей мере 176 человек в Малави, 86 человек в Мозамбике и по меньшей мере 46 человек на Мадагаскаре. Также сотни человек пропали без вести.
Вице-президент Малави Саулос Чилима заявил, что более 200 000 жителей Малави были перемещены в результате наводнения. Всего было перемещено около 400 000 африканцев, 153 человека были объявлены пропавшими без вести. В Малави за две недели проливных дождей погибло 176 человек. Государство получило ущерб в размере 450 млн $, что составило 10 % от его ВВП.
Паводок начался 14 января 2015 года и в конце месяца утих. Из-за наводнения почва в некоторых районах стала перенасыщенной и вызвала оползни, что привело к большему количеству смертей. Было зарегистрировано, что количество осадков в Юго-Восточной Африке было на 150 % выше нормы, в результате чего было затоплено около 63 000 гектаров. Считается, что благодаря многолетним исследованиям Африка показала сложную структуру выпадения осадков, вызывающую засухи и наводнения в одно и то же время года. Большая часть ущерба от сезона дождей 2014—2015 годов может быть отнесена на счёт воздействия Эль-Ниньо.

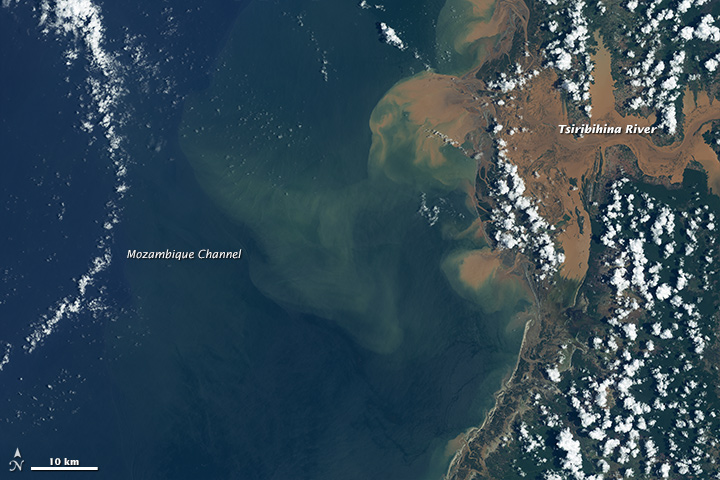
Ототложений после тропического шторма Чедза. Реки набухли и стали коричневыми

| Страна     | Смертей | Пропало без вести | Переместилось |
| ---------- | ------- | ----------------- | ------------- |
| Малави     | 176     | 153               | 230 000       |
| Мозамбик   | 86      | 153               | 160 000       |
| Мадагаскар | 46      | 153               | 20 000        |
| Всего      | 308     | 153               | 410 000       |